# Thomas Kvist

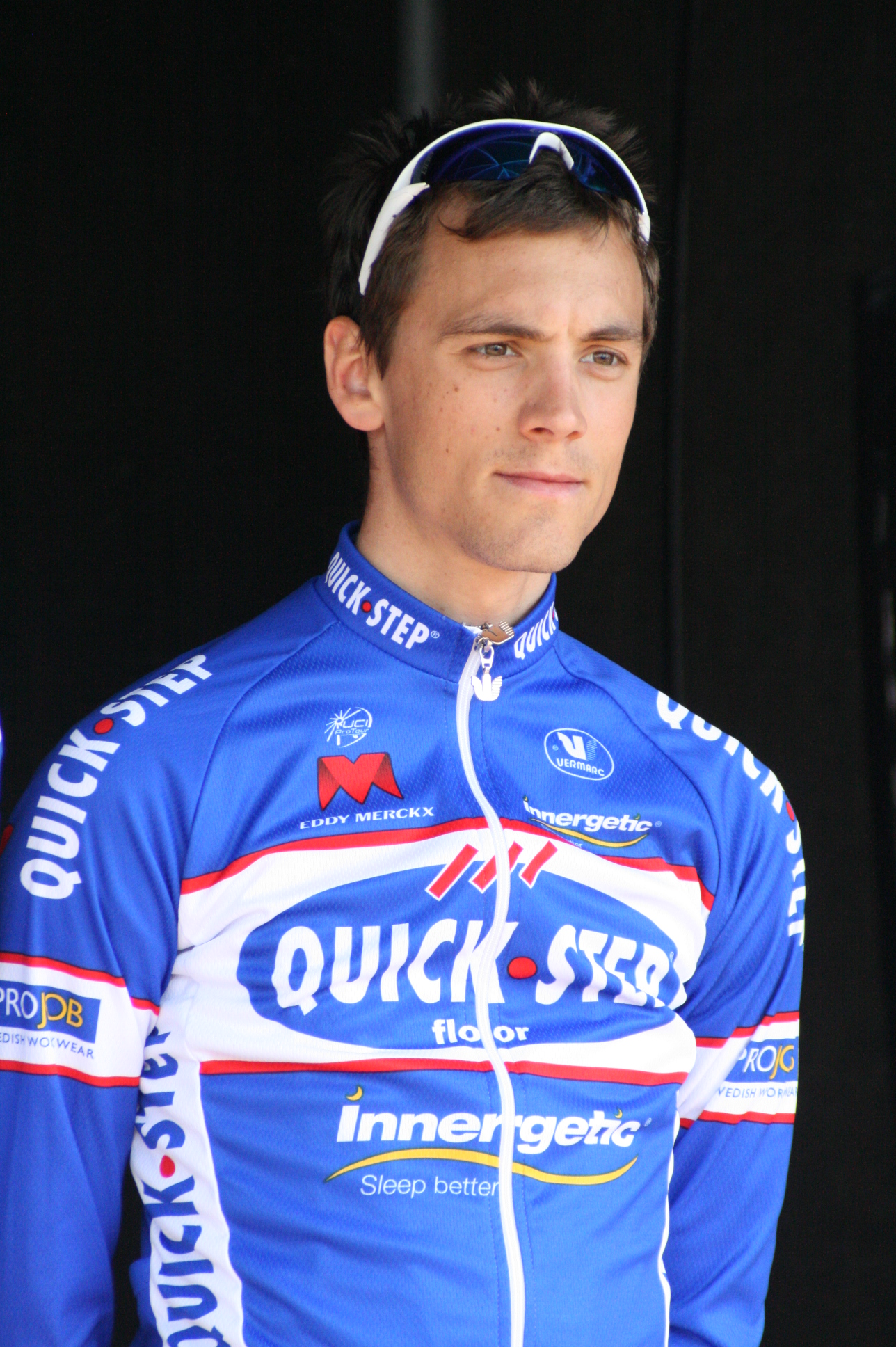
Thomas Kvist bei den Vier Tagen von Dünkirchen 2010

Thomas Vedel Kvist (* 18. August 1987 in Odder) ist ein ehemaliger dänischer Radrennfahrer.
Thomas Kvist gewann 2005 in der Juniorenklasse eine Etappe bei der Trofeo Karlsberg, ein Teilstück der Tour du Pays de Vaud und die Gesamtwertung beim Grand Prix Patton. Beim Giro della Lunigiana gewann er die dritte Etappe und konnte so auch die Gesamtwertung für sich entscheiden. In der Saison 2006 fuhr Kvist für das dänische Continental Team Designa Køkken, blieb dort jedoch ohne Erfolg. 2008 gewann er die letzte Etappe beim Coupe des Nations Ville Saguenay und wurde auch Erster der Gesamtwertung. Im Jahr 2008 gelang ihm der Sprung in die UCI ProTour und startete zwischen August 2008 und Ende 2010 für das belgische ProTeam Quick Step-Innergetic.
Ende der Saison 2011 beendete er seine Karriere als Berufsradfahrer beim dänischen Continental Team Glud & Marstrand-LRØ, um sich auf sein Medizinstudium zu konzentrieren.

## Erfolge
2008
- Gesamtwertung und eine Etappe Coupe des Nations Ville Saguenay

2011
- eine Etappe Tour de Normandie
- eine Etappe Rhône-Alpes Isère Tour

## Teams
- 2006 Team Designa Køkken
- 2007 – 2008 Beveren 2000
- 1. August 2008 – 2010 Quick Step
- 2011 Glud & Marstrand-LRØ